# Simulium tolongoinae
Simulium tolongoinae es una especie de insecto del género Simulium, familia Simuliidae, orden Diptera.
Fue descrita científicamente por Grenier & Brunhes, 1972.